# Diva Grabovica
Diva Grabovica je rijeka u Bosni i Hercegovini.
Kraća je desna pritoka Neretve u koju se ulijeva sjeverno od Mostara. Izvire na planini Čvrsnici. U svom kratkom toku prima više manjih pritoka. Diva Grabovica tvori grandiozni kanjon s dubinama preko 1500 metara dug 6,2 kilometra.